# Saramon
Saramon est une commune française située dans le département du Gers, dans le canton Astarac-Gimone, en région Occitanie. Sur le plan historique et culturel, la commune est dans le pays d'Astarac, un territoire du sud gersois très vallonné, au sol argileux, qui longe le plateau de Lannemezan.
Exposée à un climat océanique altéré, elle est drainée par la Gimone, la Lauze et par divers autres petits cours d'eau. La commune possède un patrimoine naturel remarquable composé de trois zones naturelles d'intérêt écologique, faunistique et floristique.
Saramon est une commune rurale qui compte 863 habitants en 2022.  Elle fait partie de l'aire d'attraction d'Auch. Ses habitants sont appelés les Saramonais ou  Saramonaises.
Le patrimoine architectural de la commune comprend trois  immeubles protégés au titre des monuments historiques : une maison, inscrite en 1925, une maison, inscrite en 1925, et la lanterne à piliers, inscrite en 1973.

## Géographie

### Localisation
Saramon est une commune de Gascogne, traversée par la Gimone, est au carrefour des routes départementales D 104, D 12 et de l'ancienne route nationale 626 qui relie Saramon à Lombez et à Castelnau-Barbarens). Le village est en bordure de l'Astarac et du Savès à une altitude moyenne de 200 mètres.

### Communes limitrophes
Les communes limitrophes sont  Boulaur, Castelnau-Barbarens, Lartigue, Mongausy, Saint-Martin-Gimois, Saint-Élix-d'Astarac, Sémézies-Cachan et Tirent-Pontéjac.
| Castelnau-Barbarens | Boulaur              | Tirent-Pontéjac     |
| Lartigue            | Saramon              | Saint-Martin-Gimois |
| Sémézies-Cachan     | Saint-Élix-d'Astarac | Mongausy            |

### Géologie et relief
Saramon se situe en zone de sismicité 1 (sismicité très faible).

### Hydrographie

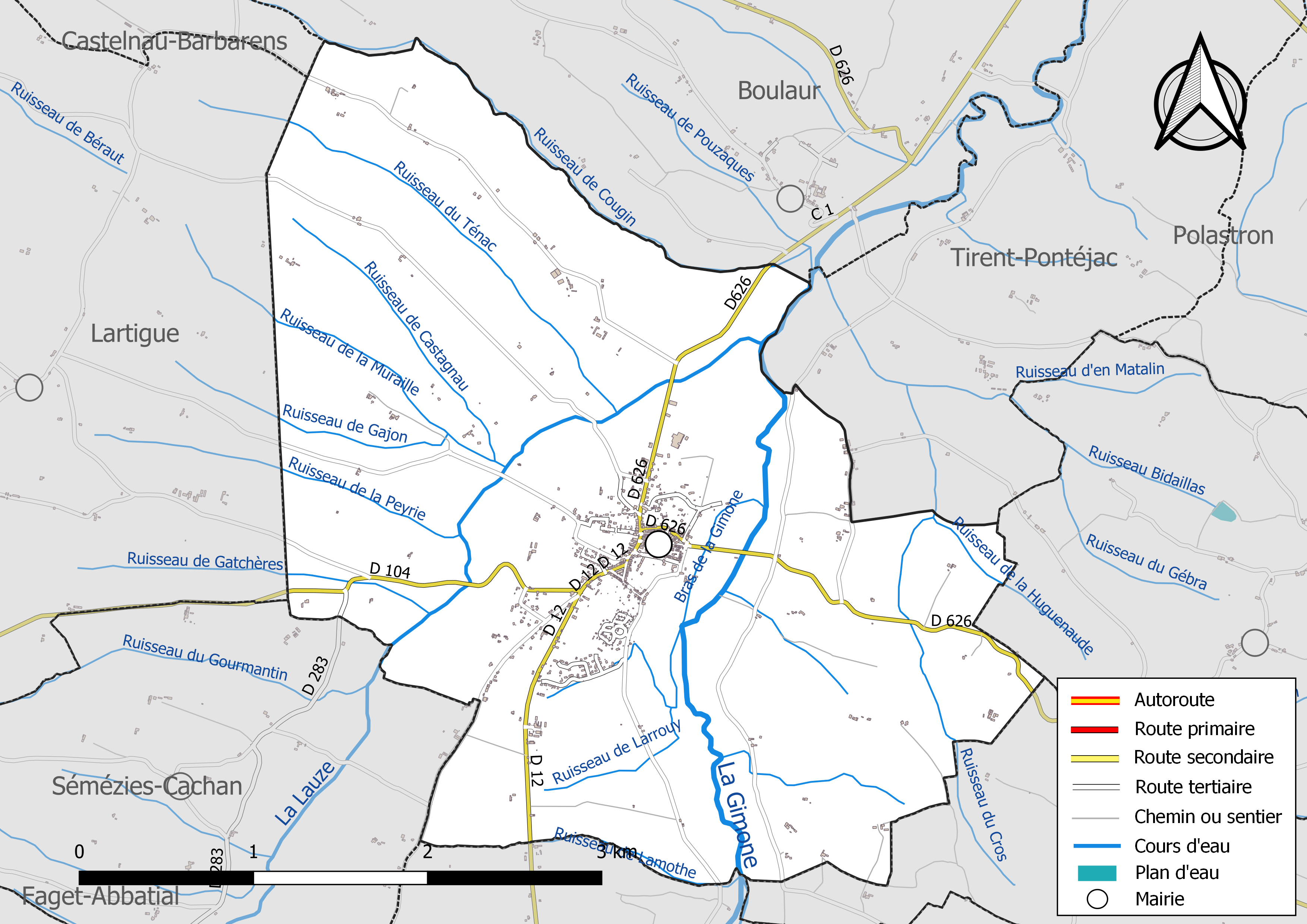
Réseaux hydrographique et routier de Saramon.

La commune est dans le bassin de la Garonne, au sein du bassin hydrographique Adour-Garonne. Elle est drainée par la Gimone, la Lauze, un bras de la Gimone, le ruisseau de Castagnau, le ruisseau de Cougin, le ruisseau de Gajon, le ruisseau de Gatchères, le ruisseau de la Huguenaude, le ruisseau de Lamothe, le ruisseau de la Muraille, le ruisseau de la Peyrie, le ruisseau de Larrouy, le ruisseau du Cros, le ruisseau du Ténac et par divers petits cours d'eau, qui constituent un réseau hydrographique de 25 km de longueur totale,.
La Gimone, d'une longueur totale de 135,7 km, prend sa source dans la commune de Saint-Loup-en-Comminges et s'écoule du sud-ouest vers le nord-est. Elle traverse la commune et se jette dans la Garonne à Castelferrus, après avoir traversé 54 communes.
La Lauze, d'une longueur totale de 22,9 km, prend sa source dans la commune d'Aussos et s'écoule du sud-est vers le nord-ouest. Elle traverse la commune et se jette dans la Gimone sur le territoire communal, après avoir traversé 11 communes.

### Climat
Pour des articles plus généraux, voir Climat de l'Occitanie et Climat du Gers.
En 2010, le climat de la commune est de type climat du Bassin du Sud-Ouest, selon une étude s'appuyant sur une série de données couvrant la période 1971-2000. En 2020, Météo-France publie une typologie des climats de la France métropolitaine dans laquelle la commune est exposée à un climat océanique altéré et est dans la région climatique Aquitaine, Gascogne, caractérisée par une pluviométrie abondante au printemps, modérée en automne, un faible ensoleillement au printemps, un été chaud (19,5 °C), des vents faibles, des brouillards fréquents en automne et en hiver et des orages fréquents en été (15 à 20 jours).
Pour la période 1971-2000, la température annuelle moyenne est de 13 °C, avec une amplitude thermique annuelle de 16 °C. Le cumul annuel moyen de précipitations est de 750 mm, avec 9,8 jours de précipitations en janvier et 6,3 jours en juillet. Pour la période 1991-2020, la température moyenne annuelle observée sur la station météorologique la plus proche, située sur la commune de Lahas à 11 km à vol d'oiseau, est de 13,9 °C et le cumul annuel moyen de précipitations est de 633,5 mm,. Pour l'avenir, les paramètres climatiques de la commune estimés pour 2050 selon différents scénarios d’émission de gaz à effet de serre sont consultables sur un site dédié publié par Météo-France en novembre 2022.

### Milieux naturels et biodiversité
L’inventaire des zones naturelles d'intérêt écologique, faunistique et floristique (ZNIEFF) a pour objectif de réaliser une couverture des zones les plus intéressantes sur le plan écologique, essentiellement dans la perspective d’améliorer la connaissance du patrimoine naturel national et de fournir aux différents décideurs un outil d’aide à la prise en compte de l’environnement dans l’aménagement du territoire.
Une ZNIEFF de type 1 est recensée sur la commune :
les « prairies humides de la Gimone à Saramon » (87 ha), couvrant 5 communes du département et deux ZNIEFF de type 2, : 
- les « coteaux de la Lauze et de l'Arrats » (5 264 ha), couvrant 18 communes du département[15] ;
- le « cours de la Gimone et de la Marcaoue » (3 085 ha), couvrant 60 communes dont cinq dans la Haute-Garonne, 37 dans le Gers, une dans les Hautes-Pyrénées et 17 dans le Tarn-et-Garonne[16].

Carte des ZNIEFF de type 1 et 2 à Saramon.
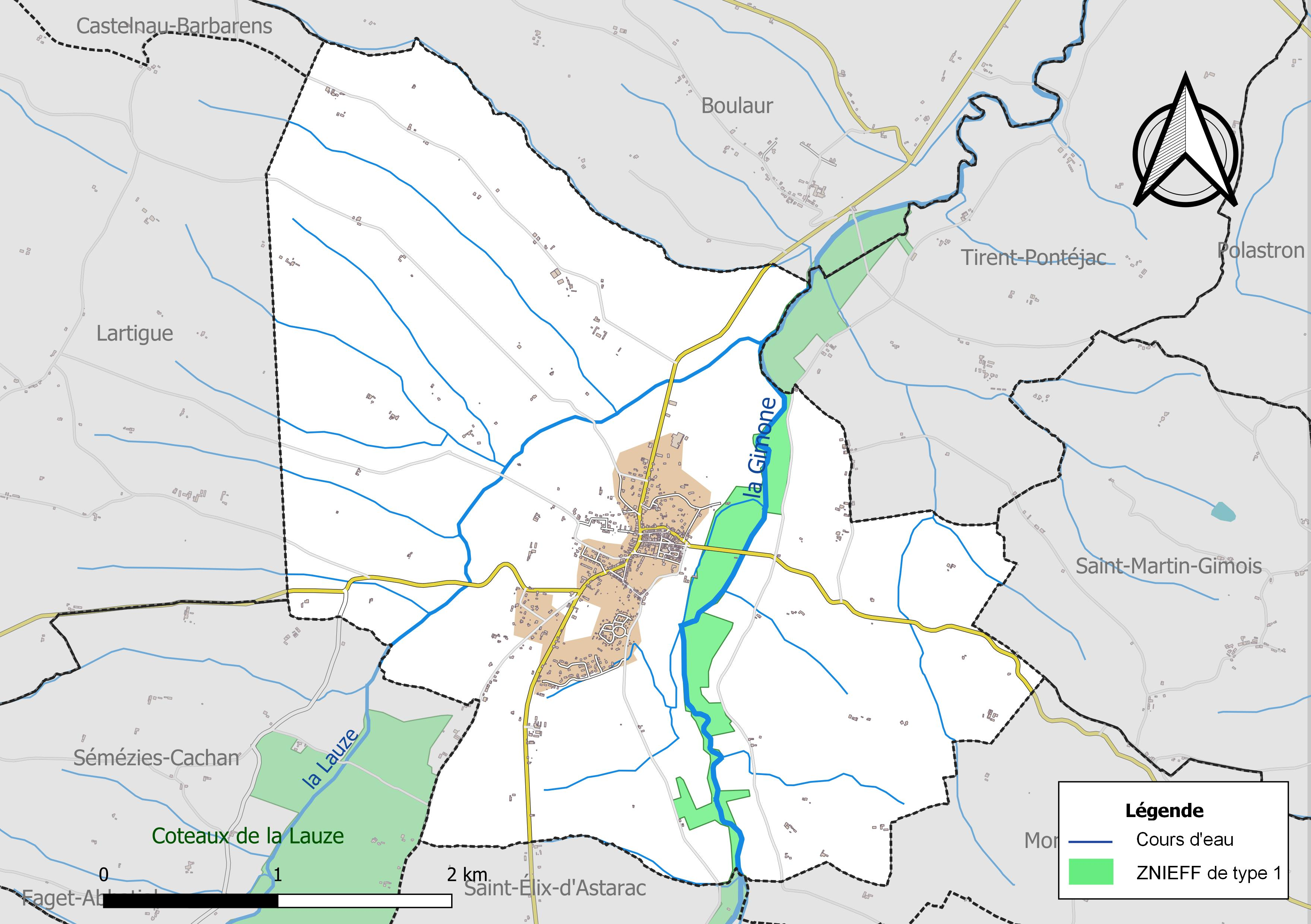
Carte de la ZNIEFF de type 1 sur la commune.
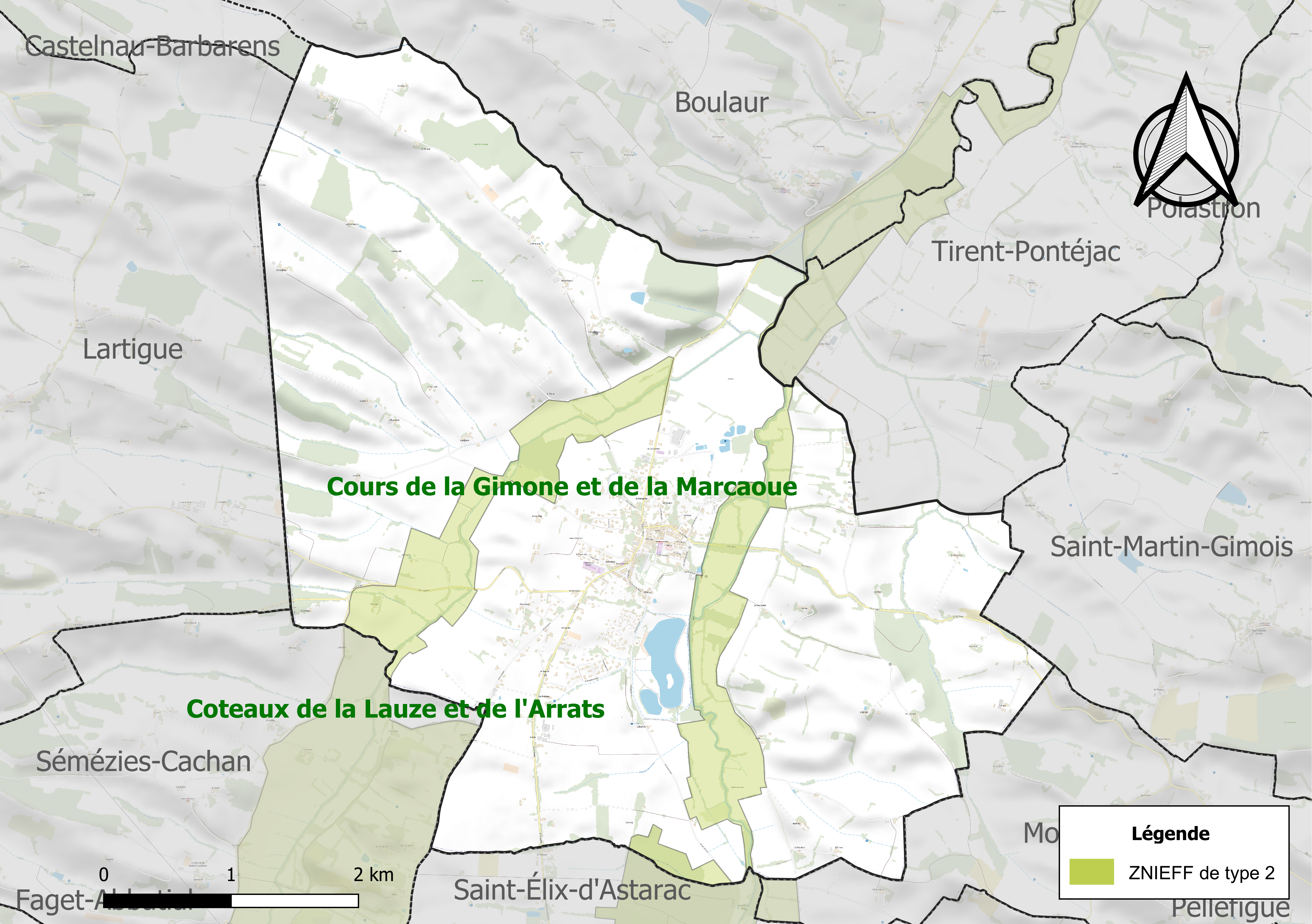
Carte des ZNIEFF de type 2 sur la commune.

## Urbanisme

### Typologie
Au 1er janvier 2024, Saramon est catégorisée commune rurale à habitat dispersé, selon la nouvelle grille communale de densité à sept niveaux définie par l'Insee en 2022.
Elle est située hors unité urbaine. Par ailleurs la commune fait partie de l'aire d'attraction d'Auch, dont elle est une commune de la couronne,. Cette aire, qui regroupe 112 communes, est catégorisée dans les aires de 50 000 à moins de 200 000 habitants,.

### Occupation des sols
L'occupation des sols de la commune, telle qu'elle ressort de la base de données européenne d’occupation biophysique des sols Corine Land Cover (CLC), est marquée par l'importance des territoires agricoles (93,8 % en 2018), en diminution par rapport à 1990 (96,1 %). La répartition détaillée en 2018 est la suivante : 
terres arables (55,9 %), zones agricoles hétérogènes (37,9 %), zones urbanisées (5,9 %), forêts (0,3 %). L'évolution de l’occupation des sols de la commune et de ses infrastructures peut être observée sur les différentes représentations cartographiques du territoire : la carte de Cassini (XVIIIe siècle), la carte d'état-major (1820-1866) et les cartes ou photos aériennes de l'IGN pour la période actuelle (1950 à aujourd'hui).

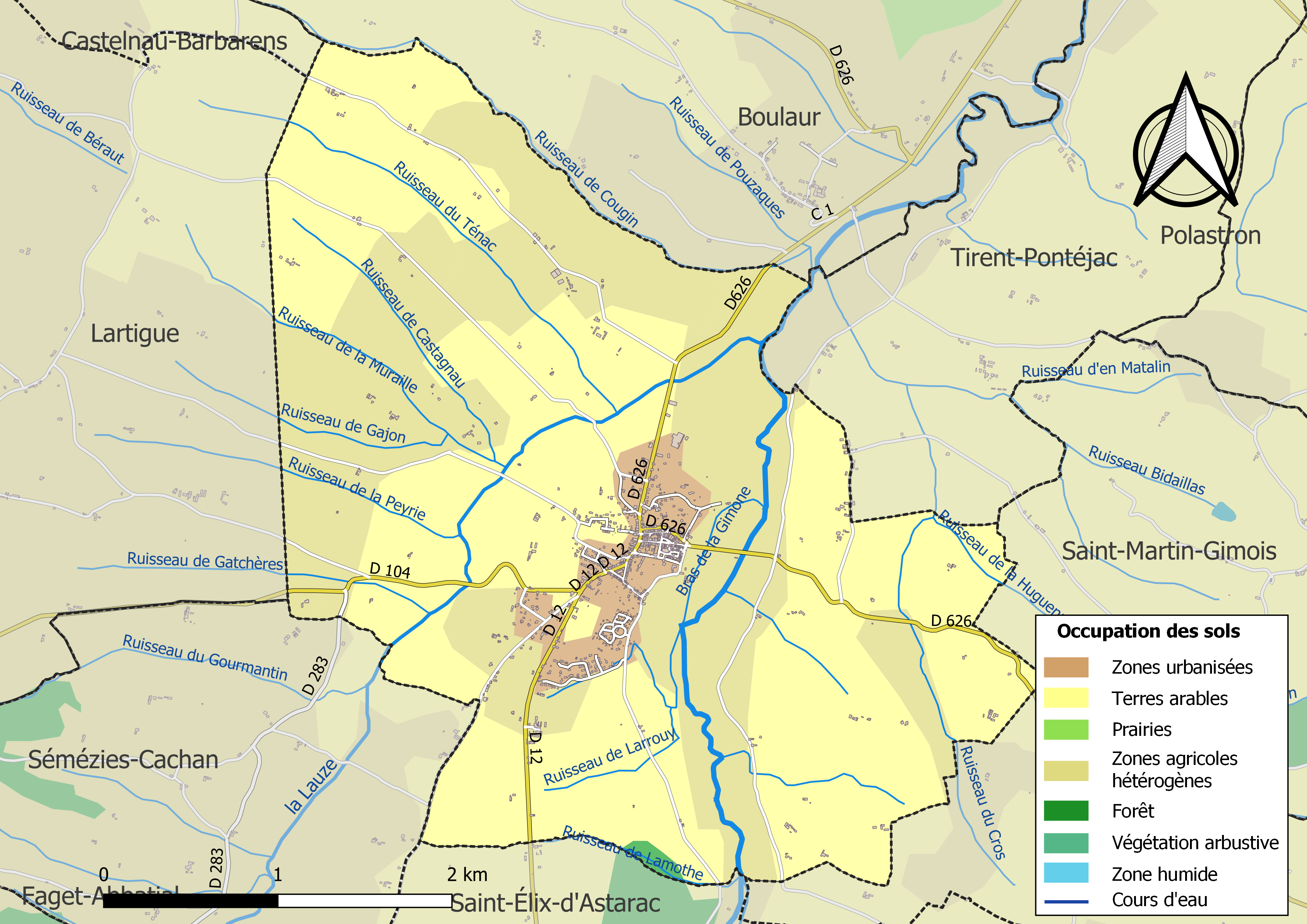
Carte des infrastructures et de l'occupation des sols de la commune en 2018 (CLC).

### Risques majeurs
Le territoire de la commune de Saramon est vulnérable à différents aléas naturels : météorologiques (tempête, orage, neige, grand froid, canicule ou sécheresse) et séisme (sismicité très faible). Il est également exposé à un risque technologique, la rupture d'un barrage. Un site publié par le BRGM permet d'évaluer simplement et rapidement les risques d'un bien localisé soit par son adresse soit par le numéro de sa parcelle.

#### Risques naturels

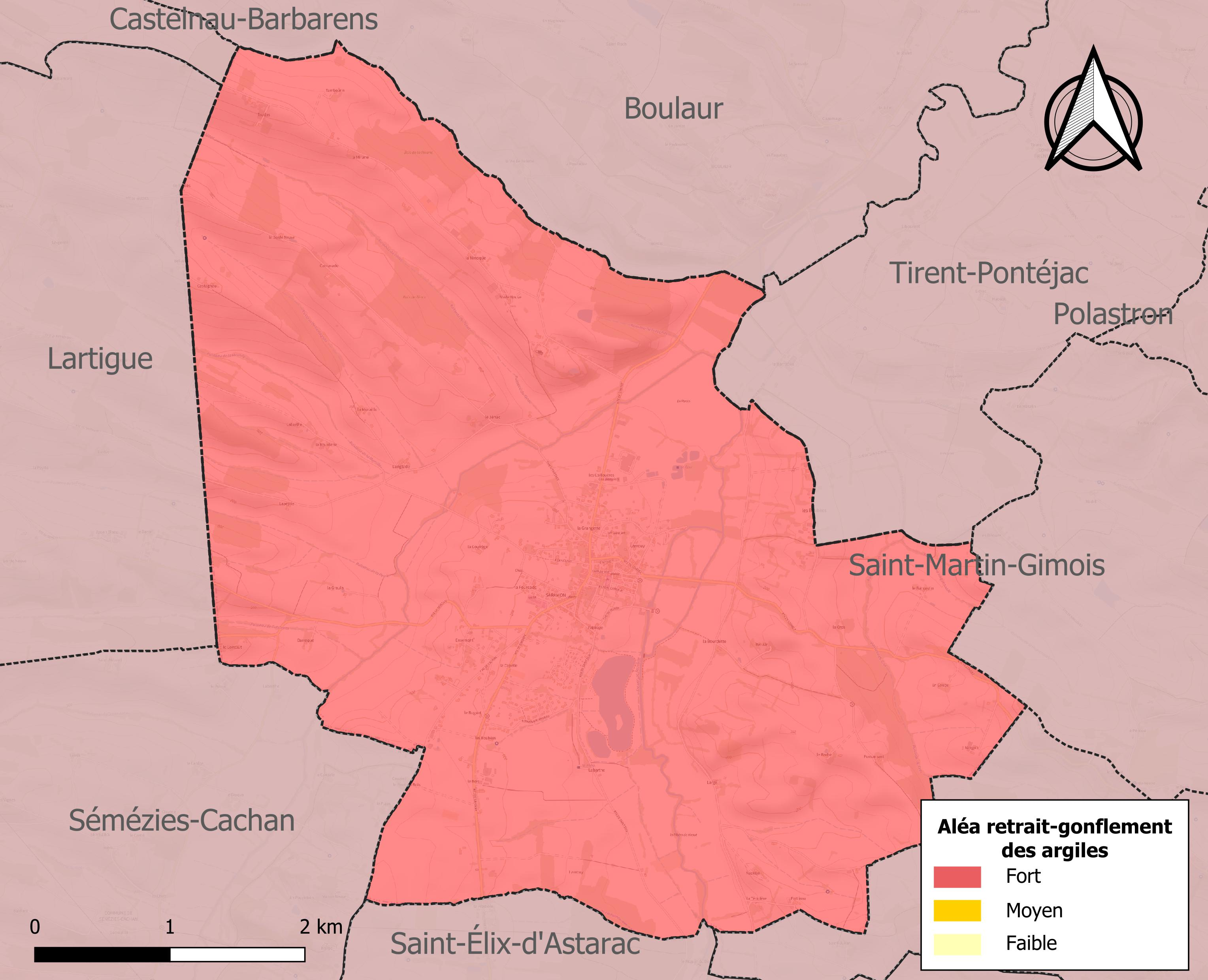
Carte des zones d'aléa retrait-gonflement des sols argileux de Saramon.

Le retrait-gonflement des sols argileux est susceptible d'engendrer des dommages importants aux bâtiments en cas d’alternance de périodes de sécheresse et de pluie. La totalité de la commune est en aléa moyen ou fort (94,5 % au niveau départemental et 48,5 % au niveau national). Sur les 486 bâtiments dénombrés sur la commune en 2019, 486 sont en aléa moyen ou fort, soit 100 %, à comparer aux 93 % au niveau départemental et 54 % au niveau national. Une cartographie de l'exposition du territoire national au retrait gonflement des sols argileux est disponible sur le site du BRGM,.
Par ailleurs, afin de mieux appréhender le risque d’affaissement de terrain, l'inventaire national des cavités souterraines permet de localiser celles situées sur la commune.
La commune a été reconnue en état de catastrophe naturelle au titre des dommages causés par les inondations et coulées de boue survenues en 1999, 2002, 2009 et 2018. Concernant les mouvements de terrains, la commune a été reconnue en état de catastrophe naturelle au titre des dommages causés par la sécheresse en 1989, 1994, 2003 et 2012 et par des mouvements de terrain en 1999.

#### Risques technologiques
La commune est en outre située en aval du barrage de la Gimone, un ouvrage de classe A disposant d'une retenue de 25 millions de mètres cubes. La fiche réflexe du PPI définit le temps d'arrivée de l'onde et la zone d'accueil selon la position des habitants concernés par rapport à la Gimone (rive droite ou gauche),,. À ce titre elle est susceptible d’être touchée par l’onde de submersion consécutive à la rupture de cet ouvrage,

## Histoire
Vers 1657 les religieux de Saramon, Dom Dominique Prunières en tête, s'opposèrent à l'introduction de la Congrégation des bénédictins de St-Maur dans leur couvent.

## Politique et administration

### Liste des maires

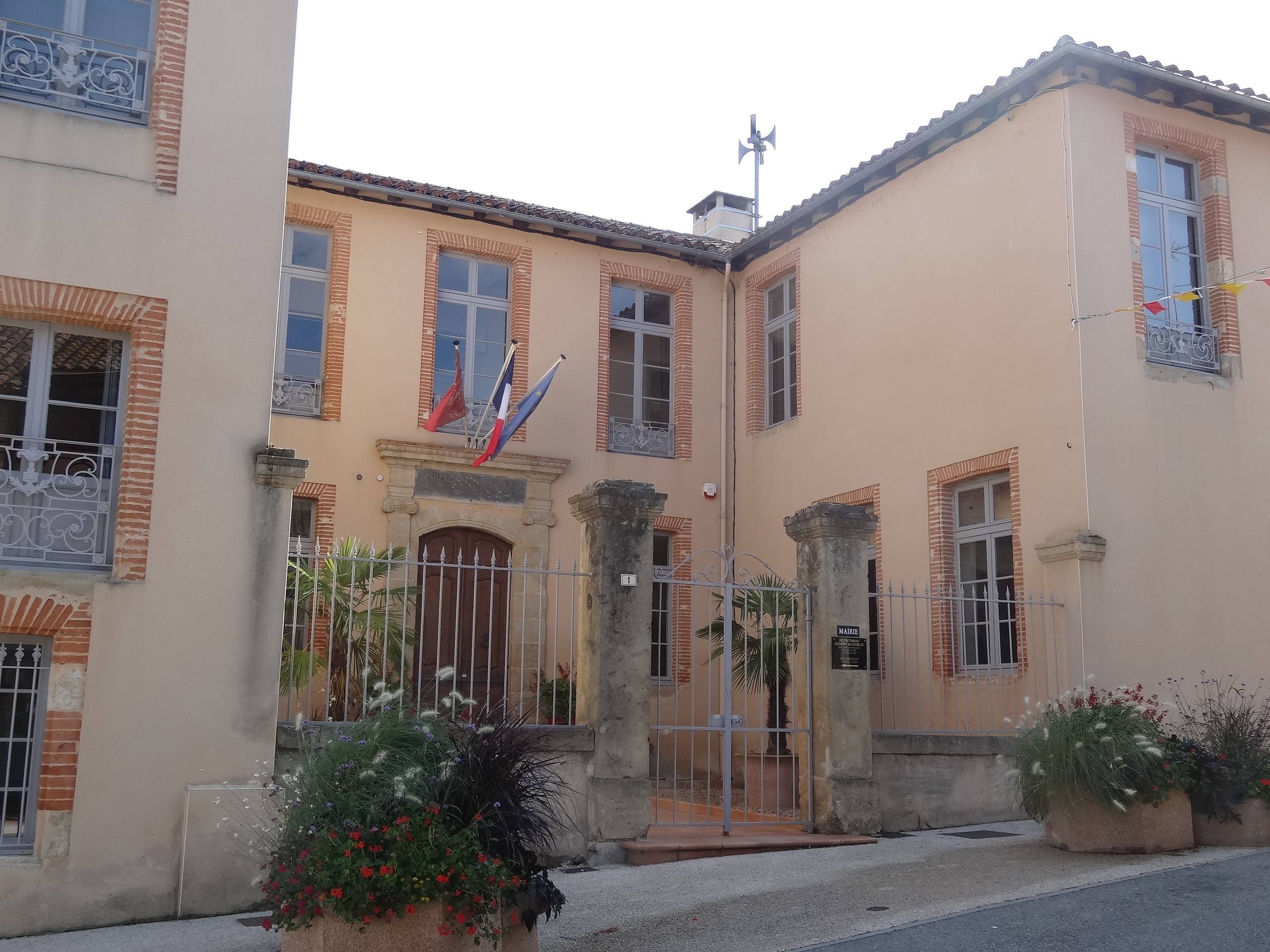
La mairie.

| Période                                  | Période  | Identité           | Étiquette | Qualité |
| ---------------------------------------- | -------- | ------------------ | --------- | --- |
| 1959                                     | 1971     | Joseph Rey         |           | |
| 1971                                     | 1983     | Jean Montastruc    | PS        | Conseiller général du canton de Saramon (1971-1985)                                                                   |
| 1983                                     | 2001     | André Laffont      | DVG       | |
| mars 2001                                | 2020     | Jean-Pierre Salers | DVG       | Artisan Conseiller général du canton de Saramon (2004-2015) puis départemental du canton d'Astarac-Gimone depuis 2015 |
| 2020                                     | En cours | Éric Balducci      | DVG       | |
| Les données manquantes sont à compléter. |          |                    |           | |

## Population et société

### Démographie
| 1793 | 1800 | 1806  | 1821  | 1831  | 1841  | 1846  | 1851  | 1856  |
| ---- | ---- | ----- | ----- | ----- | ----- | ----- | ----- | ----- |
| 956  | 941  | 1 054 | 1 116 | 1 216 | 1 276 | 1 174 | 1 283 | 1 260 |

| 1861  | 1866  | 1872  | 1876  | 1881  | 1886  | 1891  | 1896  | 1901 |
| ----- | ----- | ----- | ----- | ----- | ----- | ----- | ----- | ---- |
| 1 299 | 1 318 | 1 204 | 1 241 | 1 240 | 1 232 | 1 220 | 1 123 | 984  |

| 1906 | 1911 | 1921 | 1926 | 1931 | 1936 | 1946 | 1954 | 1962 |
| ---- | ---- | ---- | ---- | ---- | ---- | ---- | ---- | ---- |
| 996  | 974  | 819  | 806  | 829  | 797  | 767  | 740  | 742  |

| 1968 | 1975 | 1982 | 1990 | 1999 | 2006 | 2008 | 2013 | 2018 |
| ---- | ---- | ---- | ---- | ---- | ---- | ---- | ---- | ---- |
| 779  | 759  | 717  | 661  | 673  | 759  | 782  | 808  | 834  |

| 2022 | - | - | - | - | - | - | - | - |
| ---- | - | - | - | - | - | - | - | - |
| 863  | - | - | - | - | - | - | - | - |

| selon la population municipale des années : | 1968 | 1975 | 1982 | 1990 | 1999 | 2006 | 2009 | 2013 |
| Rang de la commune dans le département      | 34   | 38   | 35   | 41   | 39   | 39   | 40   | 40   |
| Nombre de communes du département           | 466  | 462  | 462  | 462  | 463  | 463  | 463  | 463  |

### Enseignement
La ville est dotée d'un groupe scolaire (classes maternelles et primaires).

### Manifestations culturelles et événements
La fête de la Saint-Victor est l'occasion de la perpétuation d'un rituel spectaculaire : deux défilés de fusiliers à travers la ville (le samedi et le dimanche) accompagnent jusqu'en l'église la procession consacrée au saint.

### Sports

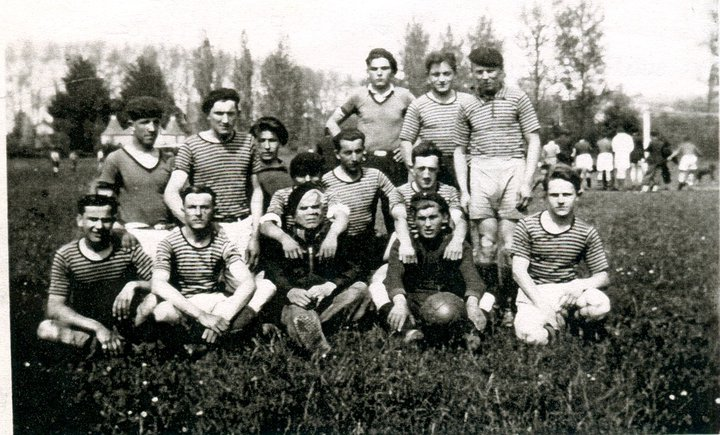
Première équipe du Sporting en 1940.

Le football est représenté par le Sporting Club Saramonais, club fondé en 1940 qui évolue actuellement en Promotion Excellence pour l'équipe première et Promotion District  pour l'équipe réserve. L'équipe joue à domicile au stade de La Garenne. Le Sporting Club Saramonais compte aussi une école de football.
Saramon a aussi accueilli la Route du Sud. En effet, la deuxième étape de l'édition 2017 partant de la communauté de communes du Sor et de l'Agout s'est terminée à Saramon et a vu la victoire d'Elia Viviani au sprint.

## Économie

### Revenus
En 2018  (données Insee publiées en septembre 2021), la commune compte 410 ménages fiscaux, regroupant 840 personnes. La médiane du revenu disponible par unité de consommation est de 19 810 € (20 820 € dans le département).

### Emploi
|                | 2008  | 2013  | 2018  |
| -------------- | ----- | ----- | ----- |
| Commune        | 4,2 % | 8,6 % | 5,8 % |
| Département    | 6,1 % | 7,5 % | 8,2 % |
| France entière | 8,3 % | 10 %  | 10 %  |

En 2018, la population âgée de 15 à 64 ans s'élève à 466 personnes, parmi lesquelles on compte 76,8 % d'actifs (71 % ayant un emploi et 5,8 % de chômeurs) et 23,2 % d'inactifs,. Depuis 2008, le taux de chômage communal (au sens du recensement) des 15-64 ans est inférieur à celui de la France et du département.
La commune fait partie de la couronne de l'aire d'attraction d'Auch, du fait qu'au moins 15 % des actifs travaillent dans le pôle,. Elle compte 350 emplois en 2018, contre 345 en 2013 et 355 en 2008. Le nombre d'actifs ayant un emploi résidant dans la commune est de 340, soit un indicateur de concentration d'emploi de 102,8 % et un taux d'activité parmi les 15 ans ou plus de 53,4 %.
Sur ces 340 actifs de 15 ans ou plus ayant un emploi, 120 travaillent dans la commune, soit 35 % des habitants. Pour se rendre au travail, 80,3 % des habitants utilisent un véhicule personnel ou de fonction à quatre roues, 2,1 % les transports en commun, 8,6 % s'y rendent en deux-roues, à vélo ou à pied et 9,1 % n'ont pas besoin de transport (travail au domicile).

### Activités hors agriculture

#### Secteurs d'activités
77 établissements sont implantés  à Saramon au 31 décembre 2019. Le tableau ci-dessous en détaille le nombre par secteur d'activité et compare les ratios avec ceux du département,.
| Secteur d'activité                                                                                        | Commune | Commune | Département |
| Secteur d'activité                                                                                        | Nombre  | %       | %           |
| --- | ------- | ------- | ----------- |
| Ensemble                                                                                                  | 77      | 100 %   | (100 %)     |
| Industrie manufacturière, industries extractives et autres                                                | 12      | 15,6 %  | (12,3 %)    |
| Construction                                                                                              | 13      | 16,9 %  | (14,6 %)    |
| Commerce de gros et de détail, transports, hébergement et restauration                                    | 18      | 23,4 %  | (27,7 %)    |
| Information et communication                                                                              | 1       | 1,3 %   | (1,8 %)     |
| Activités financières et d'assurance                                                                      | 3       | 3,9 %   | (3,5 %)     |
| Activités immobilières                                                                                    | 2       | 2,6 %   | (5,2 %)     |
| Activités spécialisées, scientifiques et techniques et activités de services administratifs et de soutien | 10      | 13 %    | (14,4 %)    |
| Administration publique, enseignement, santé humaine et action sociale                                    | 9       | 11,7 %  | (12,3 %)    |
| Autres activités de services                                                                              | 9       | 11,7 %  | (8,3 %)     |

Le secteur du commerce de gros et de détail, des transports, de l'hébergement et de la restauration est prépondérant sur la commune puisqu'il représente 23,4 % du nombre total d'établissements de la commune (18 sur les 77 entreprises implantées  à Saramon), contre 27,7 % au niveau départemental.

#### Entreprises et commerces
Les trois entreprises ayant leur siège social sur le territoire communal qui génèrent le plus de chiffre d'affaires en 2020 sont : 
- Établissements Trémont Frères, fabrication d'aliments pour animaux de ferme (1 285 k€)
- Scheier France Hydroseeding Technology, services d'aménagement paysager (638 k€)
- Saramon Auto-Control, contrôle technique automobile (79 k€)

### Agriculture
La commune est dans les « Coteaux du Gers », une petite région agricole occupant l'est du département du Gers. En 2020, l'orientation technico-économique de l'agriculture  sur la commune est la polyculture et/ou le polyélevage.
|               | 1988 | 2000 | 2010 | 2020 |
| ------------- | ---- | ---- | ---- | ---- |
| Exploitations | 33   | 19   | 18   | 13   |
| SAU (ha)      | 970  | 944  | 823  | 871  |

Le nombre d'exploitations agricoles en activité et ayant leur siège dans la commune est passé de 33 lors du recensement agricole de 1988  à 19 en 2000 puis à 18 en 2010 et enfin à 13 en 2020, soit une baisse de 61 % en 32 ans. Le même mouvement est observé à l'échelle du département qui a perdu pendant cette période 51 % de ses exploitations,. La surface agricole utilisée sur la commune a également diminué, passant de 970 ha en 1988 à 871 ha en 2020. Parallèlement la surface agricole utilisée moyenne par exploitation a augmenté, passant de 29 à 67 ha.

## Culture locale et patrimoine

### Lieux et monuments
- Église Saint-Pierre

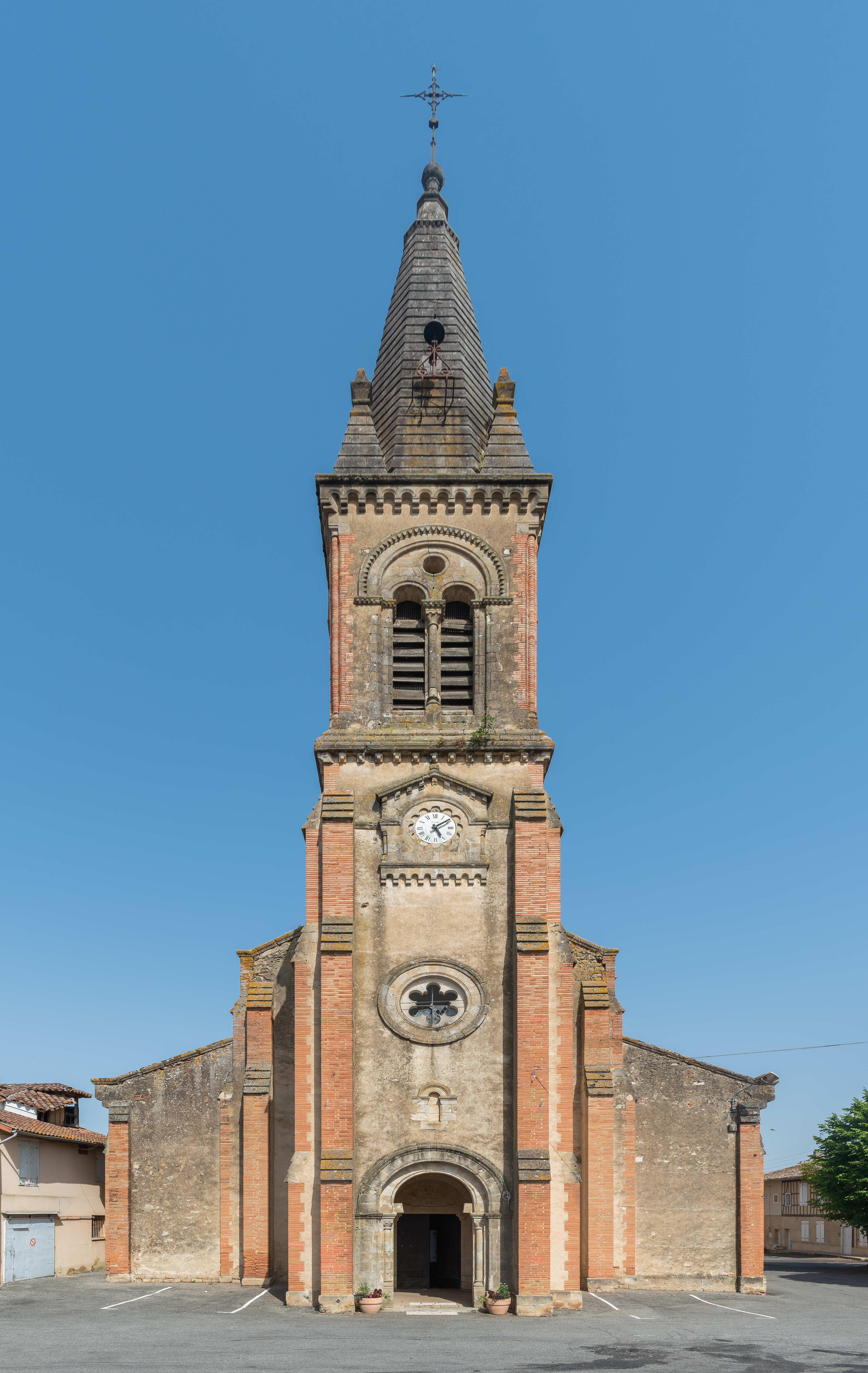
L'église Saint-Pierre.

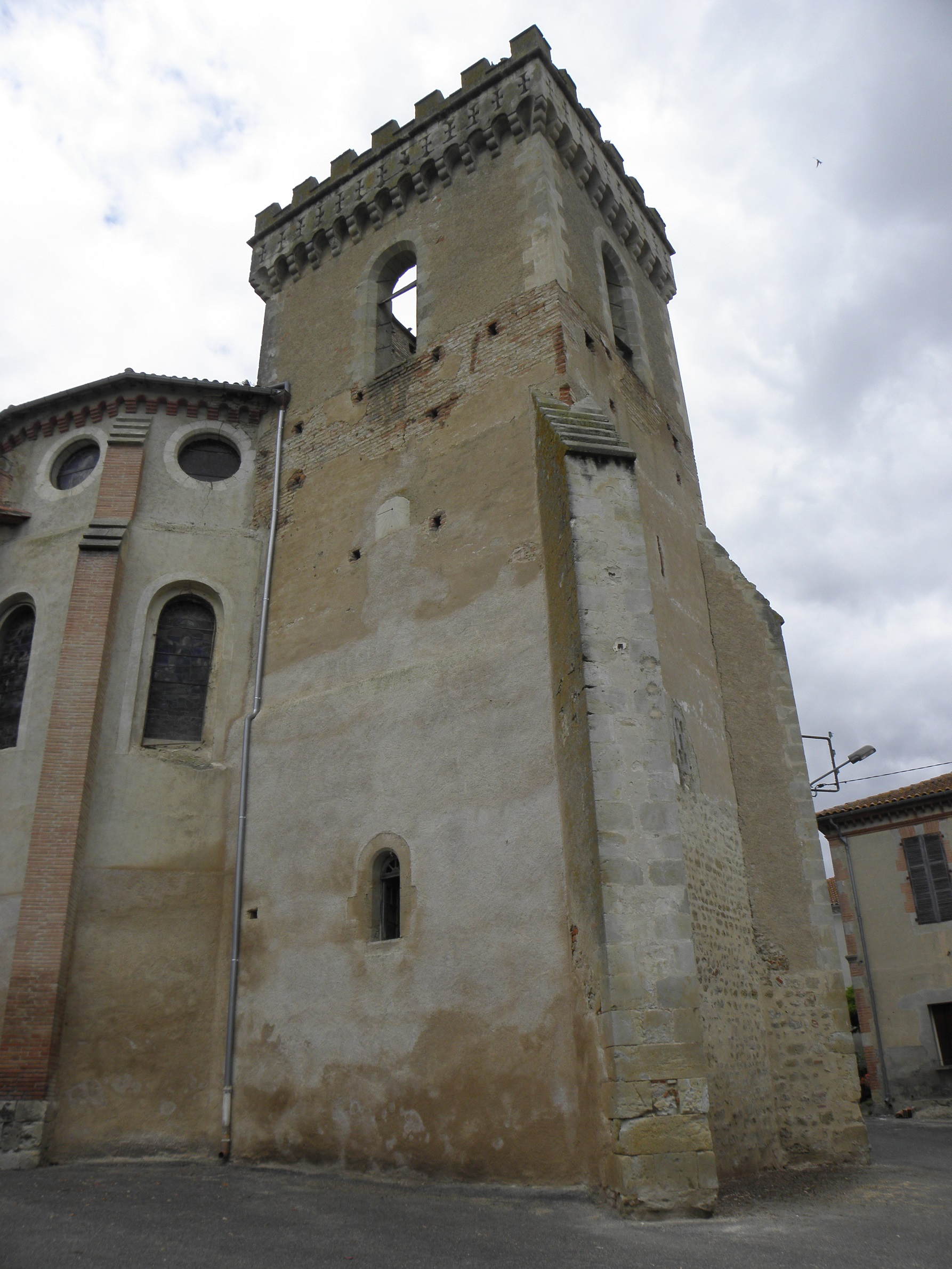
La tour Saint-Victor (effondrée le 16 mars 2023), adossée au chevet de l'église.

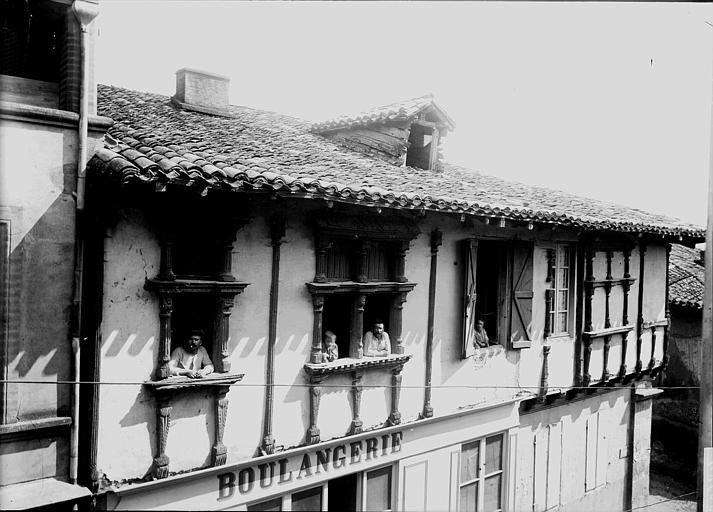
Photographie ancienne de la partie supérieure d’une des deux maisons Renaissance de Saramon.

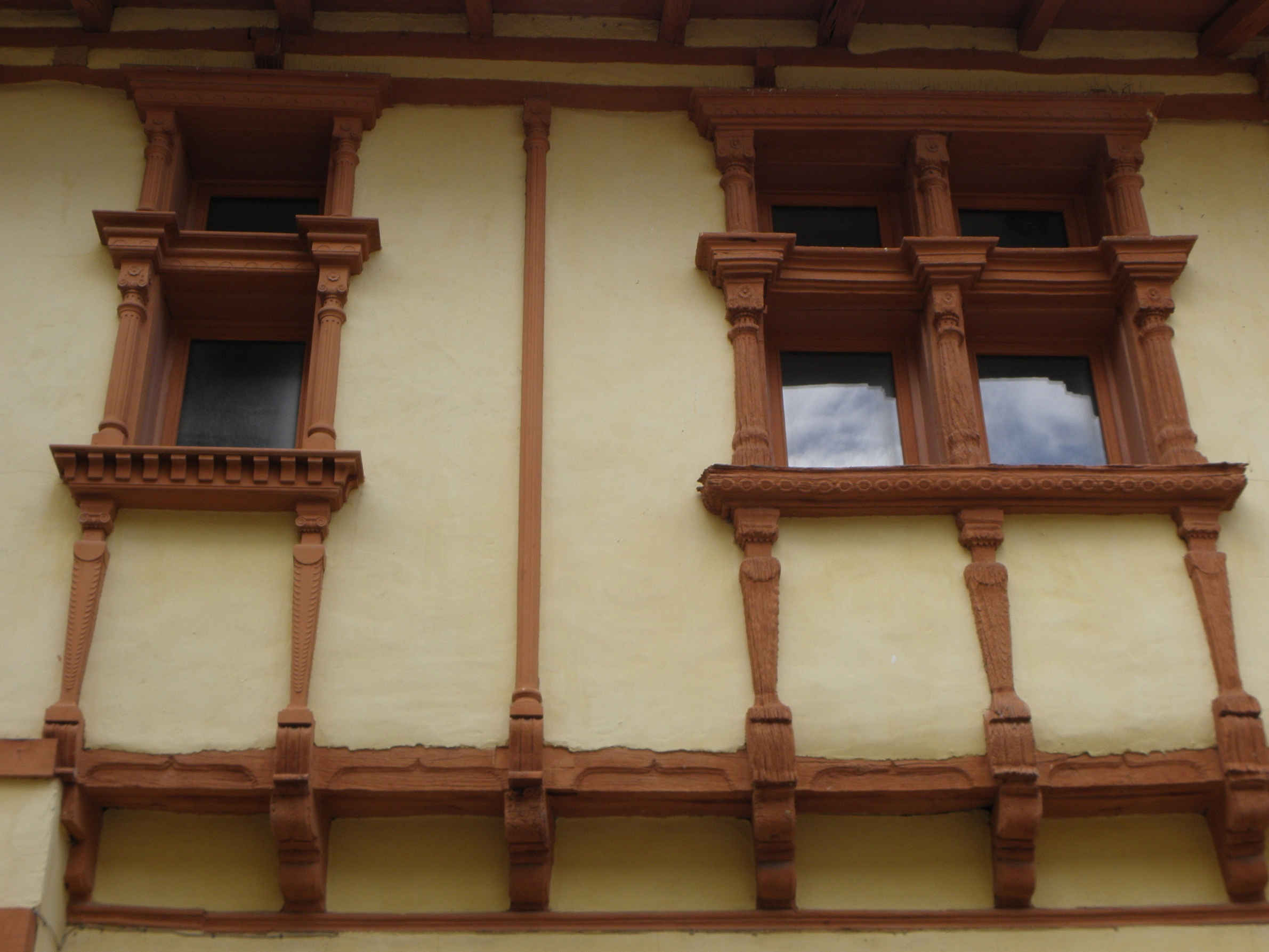
Montants sculptés et colonnettes de la maison Renaissance.

- Adossée à l'église, la tour Saint-Victor datant du 19e siècle s'est effondrée le 16 mars 2023, fragilisée par la sécheresse de 2022[39]
- Château de Camarade. Propriété privée, ne se visite pas.
- Château du Karabé (début XIXe siècle). Propriété privée, ne se visite pas.
- Deux maisons Renaissance situées dans le village. La façade de l’une des deux comporte des fenêtres aux montants sculptés et séparées entre elles par des colonnettes.
- L'entrée Est de Saramon, au lieu-dit "la brèche" (route 626, menant à Lombez), est dotée d'une lanterne à piliers inscrite à l'inventaire des Monuments Historiques du Gers.
- Dans les années 1920, un ensemble fut composé par un antiquaire parisien, Georges-Joseph Demotte, et intitulé "cloître de Saramon". Cette collection fut vendue à William R. Hearst en 1923 puis dispersée après sa mort dans différentes collections américaines. Si la ville de Saramon fut associée à ce "cloître", cette attribution est injustifiée. La diversité stylistique des pièces milite pour de multiples provenances (Saint-Gaudens, Agen, Pamiers, Lombez, etc.).

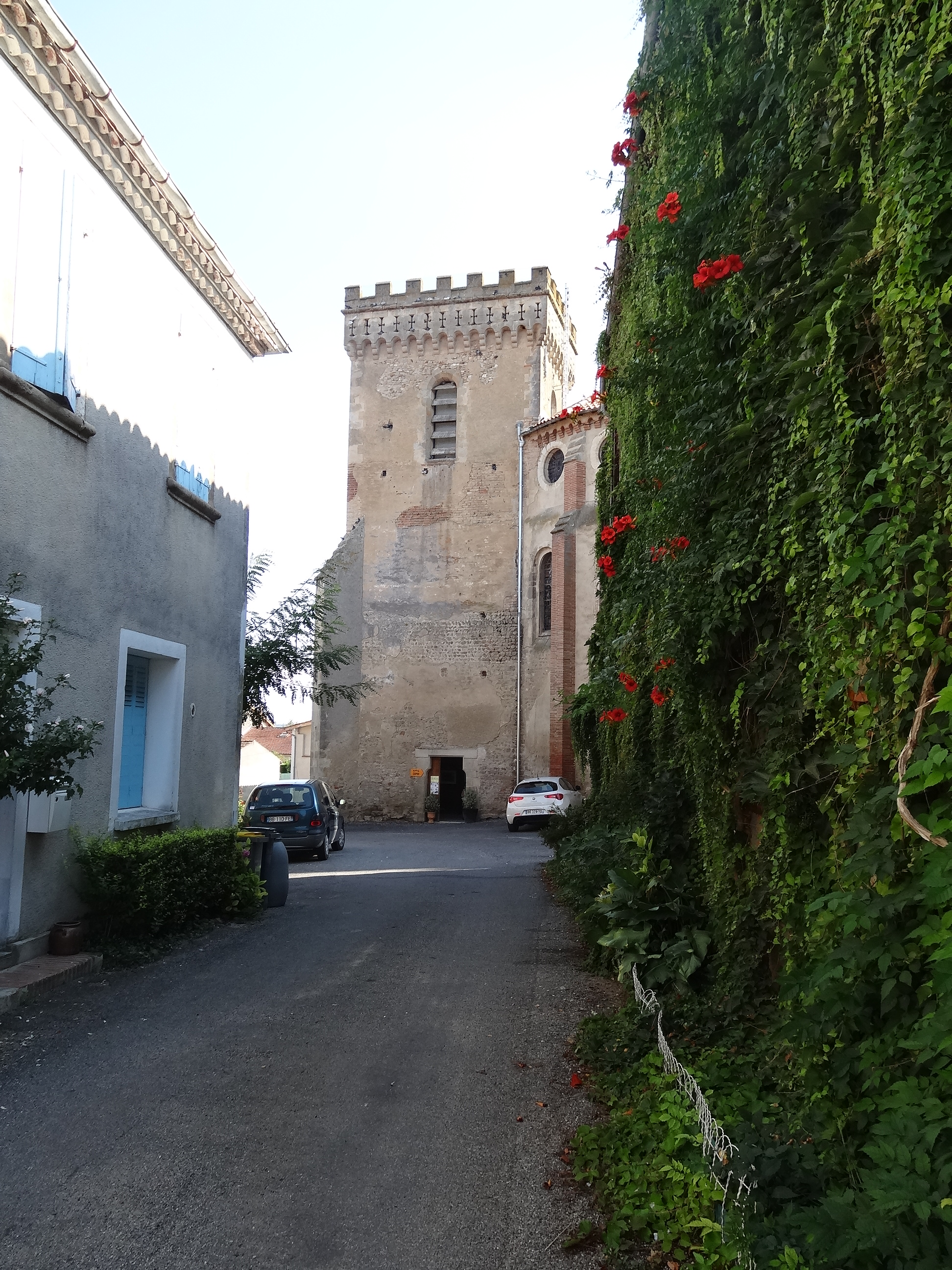
Autre vue de la tour (effondrée le 16 mars 2023).
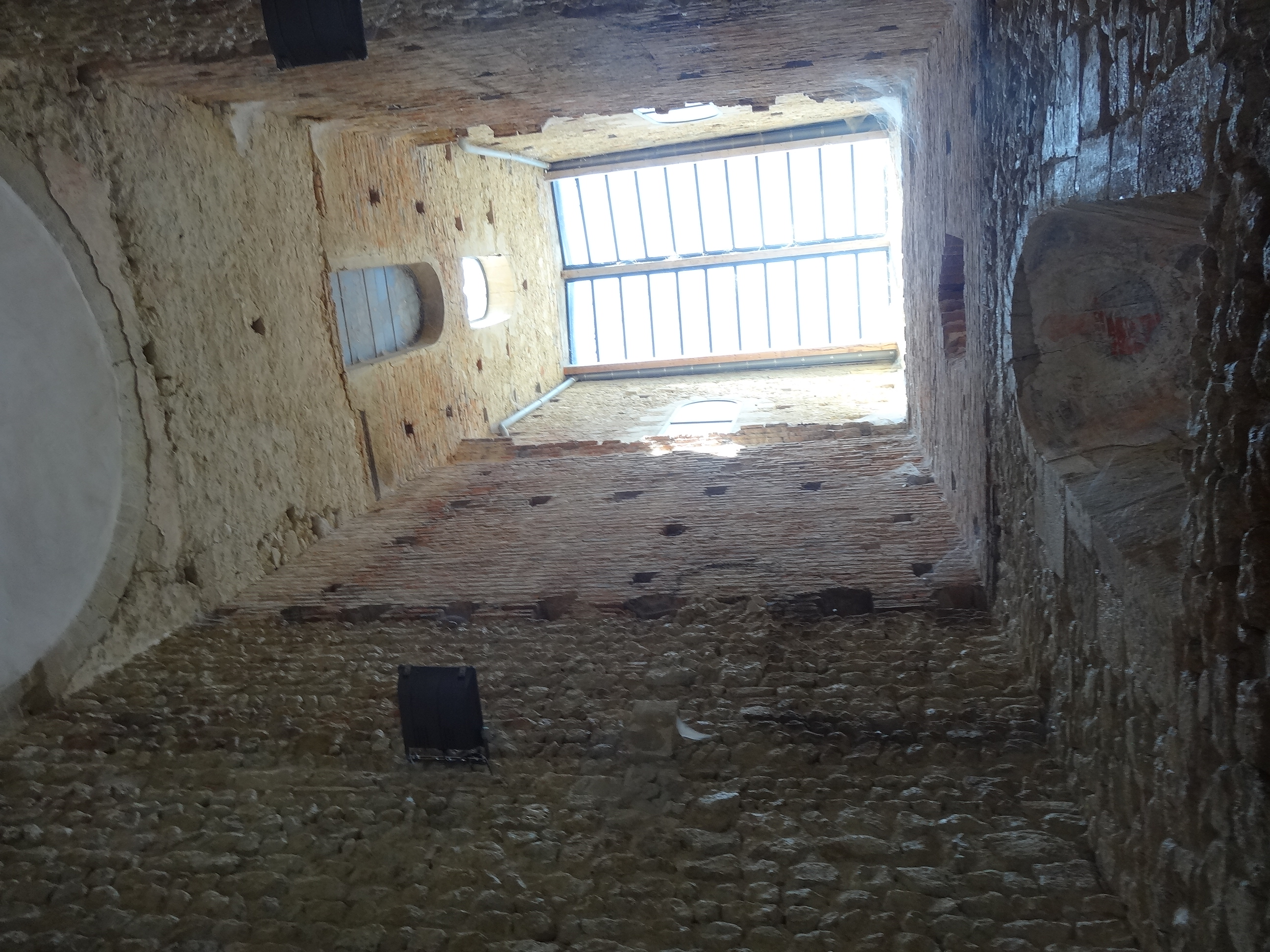
L'intérieur de la tour (effondrée le 16 mars 2023).
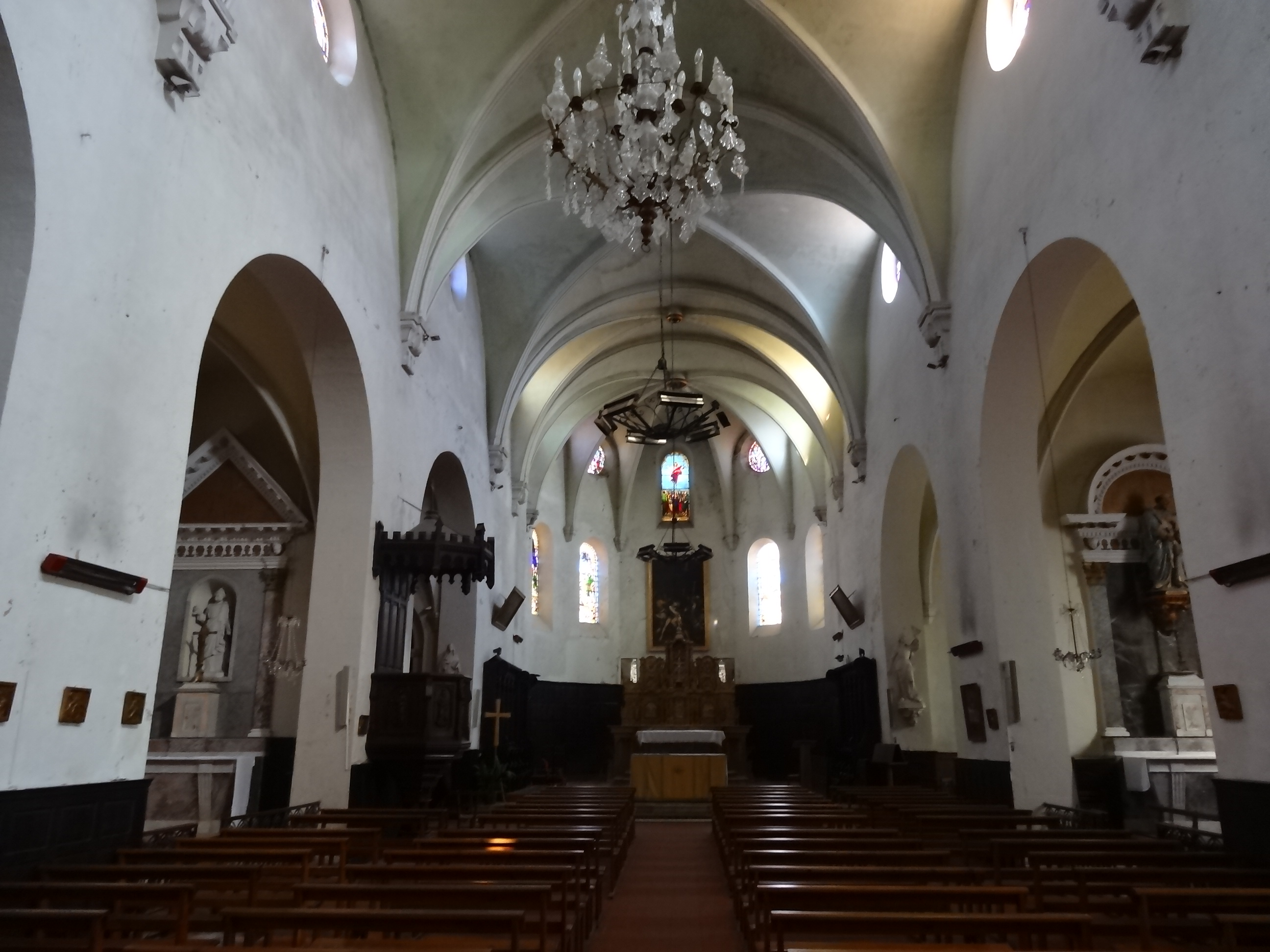
La nef de l'église.
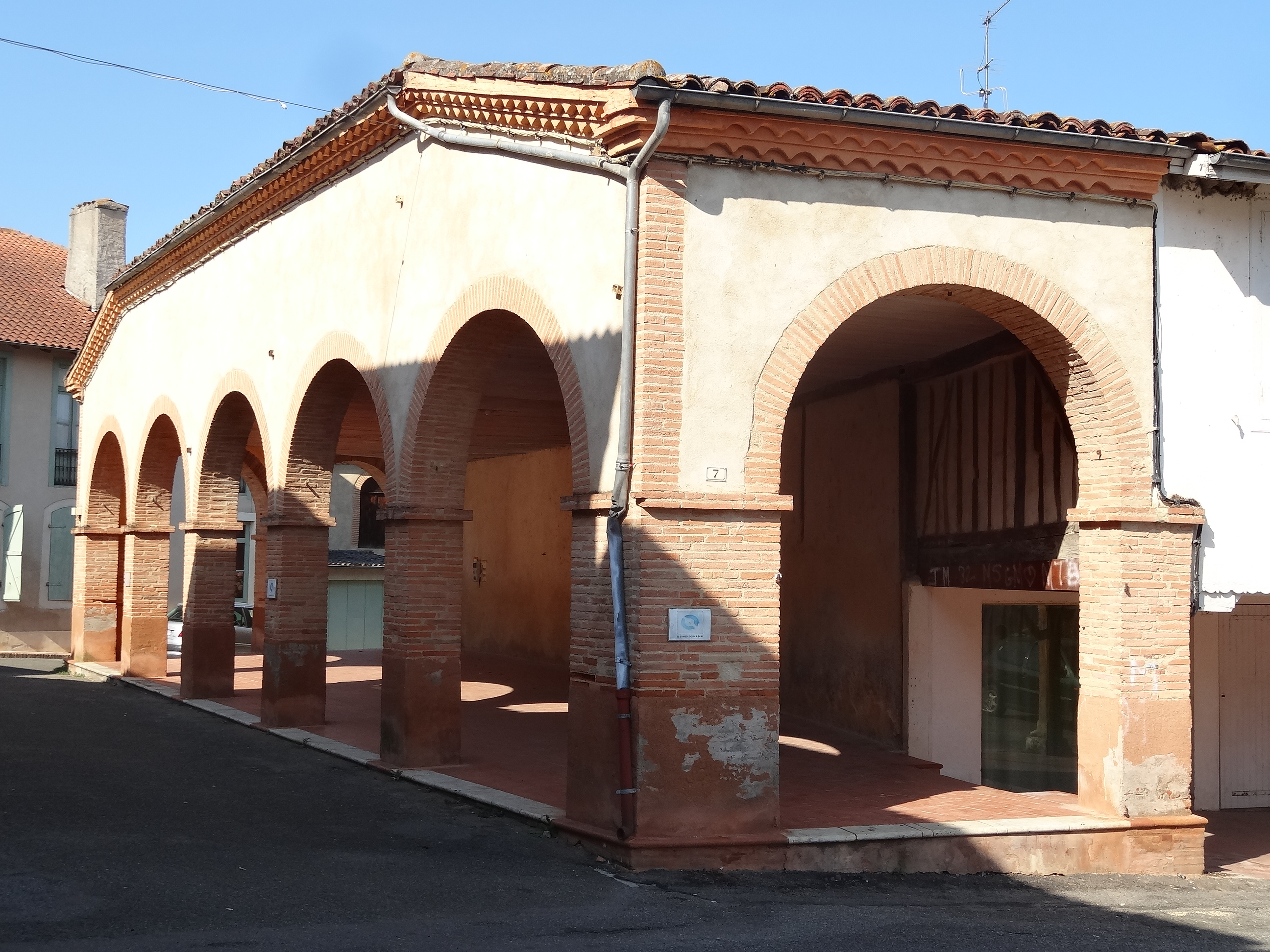
Les anciennes halles.
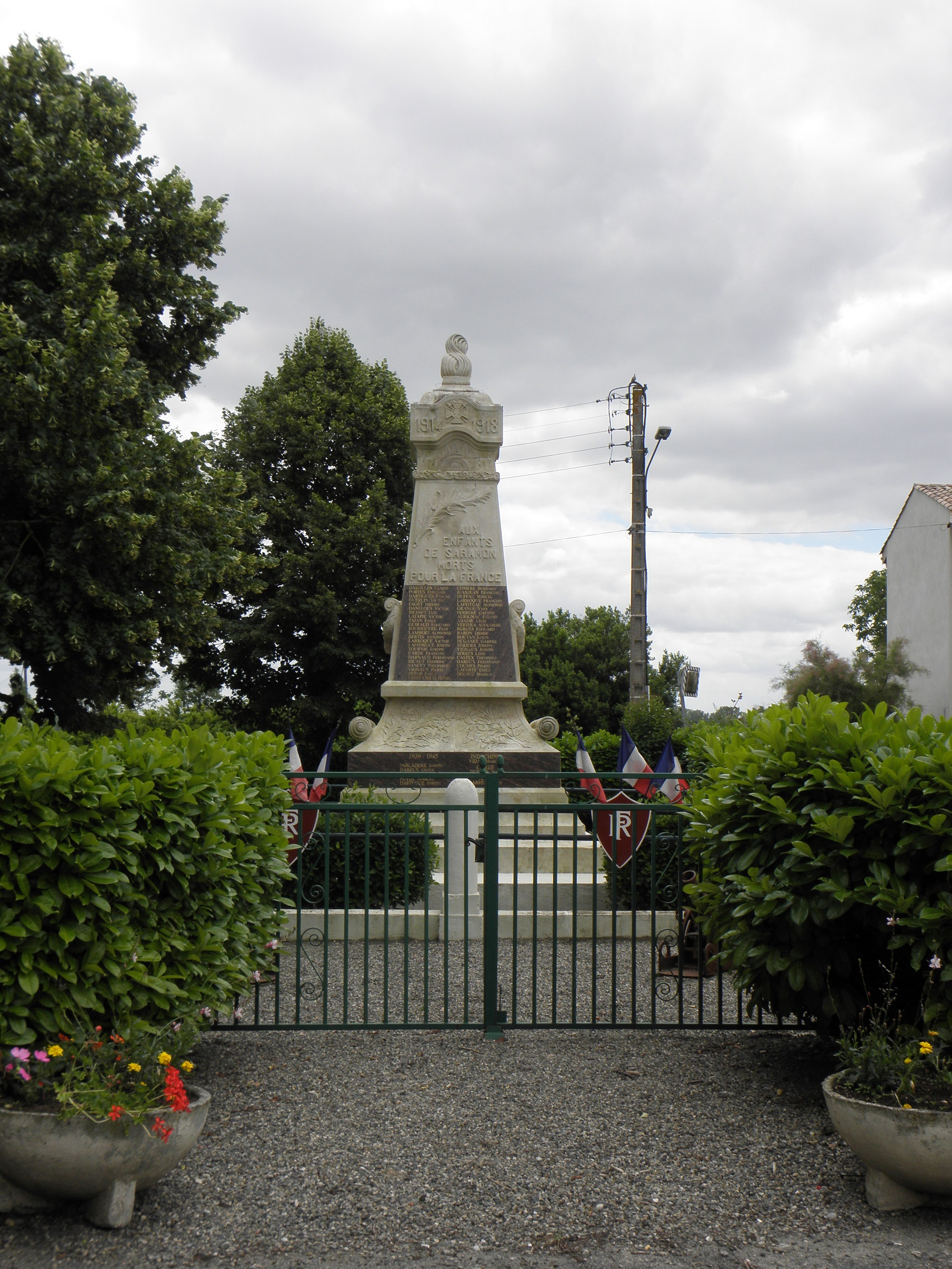
Le monument aux morts.
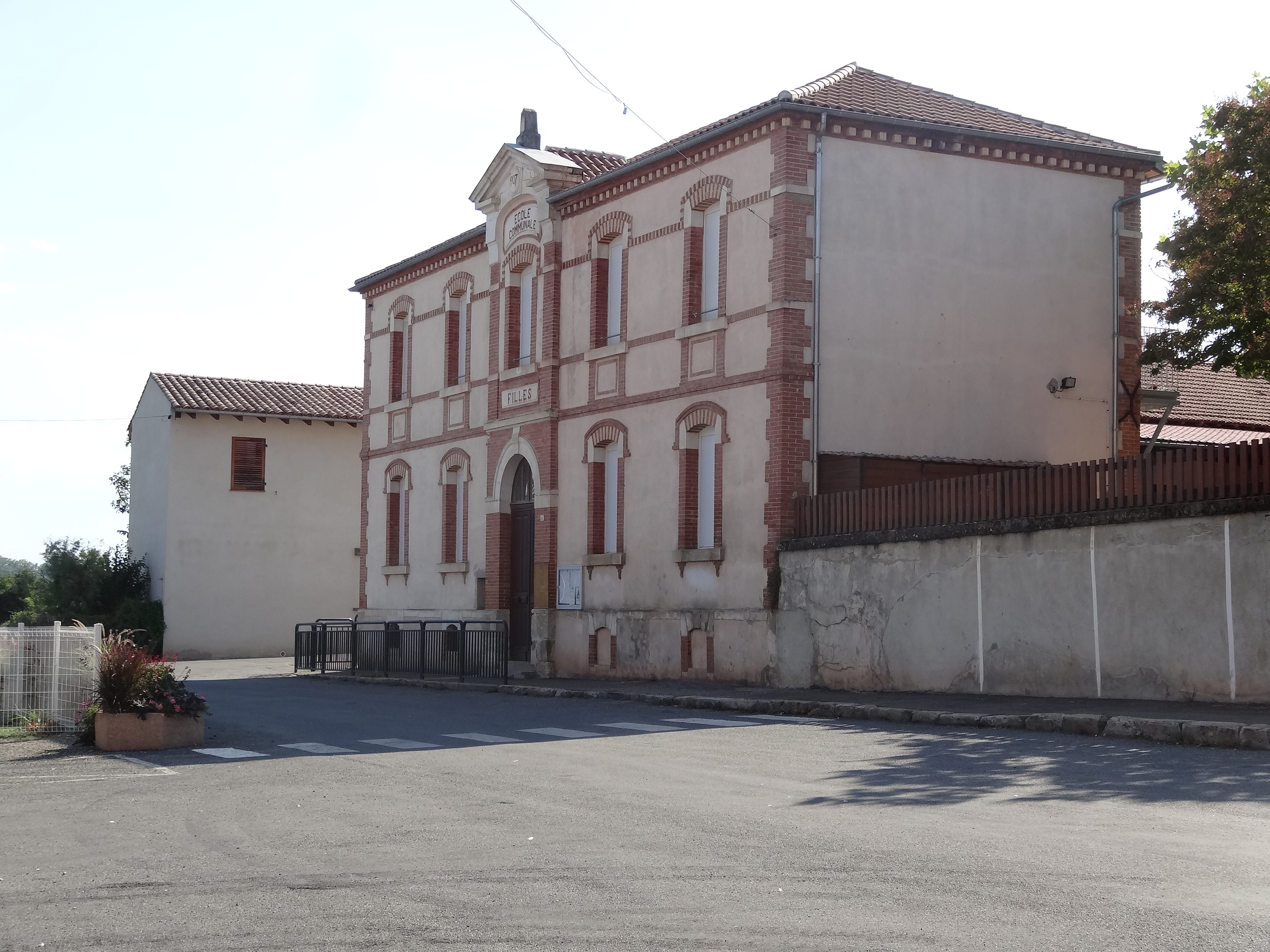
L'école communale.
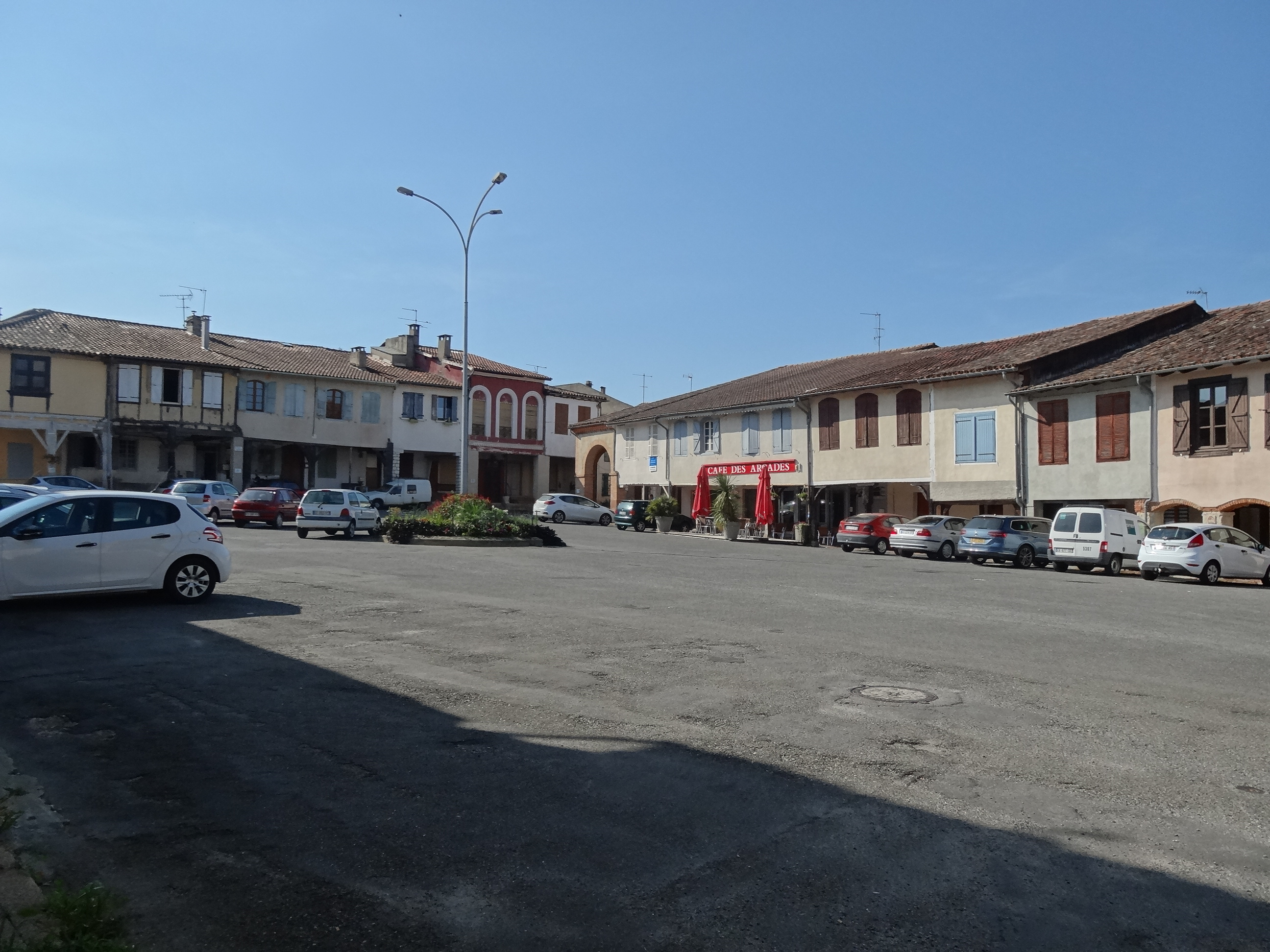
La place centrale.
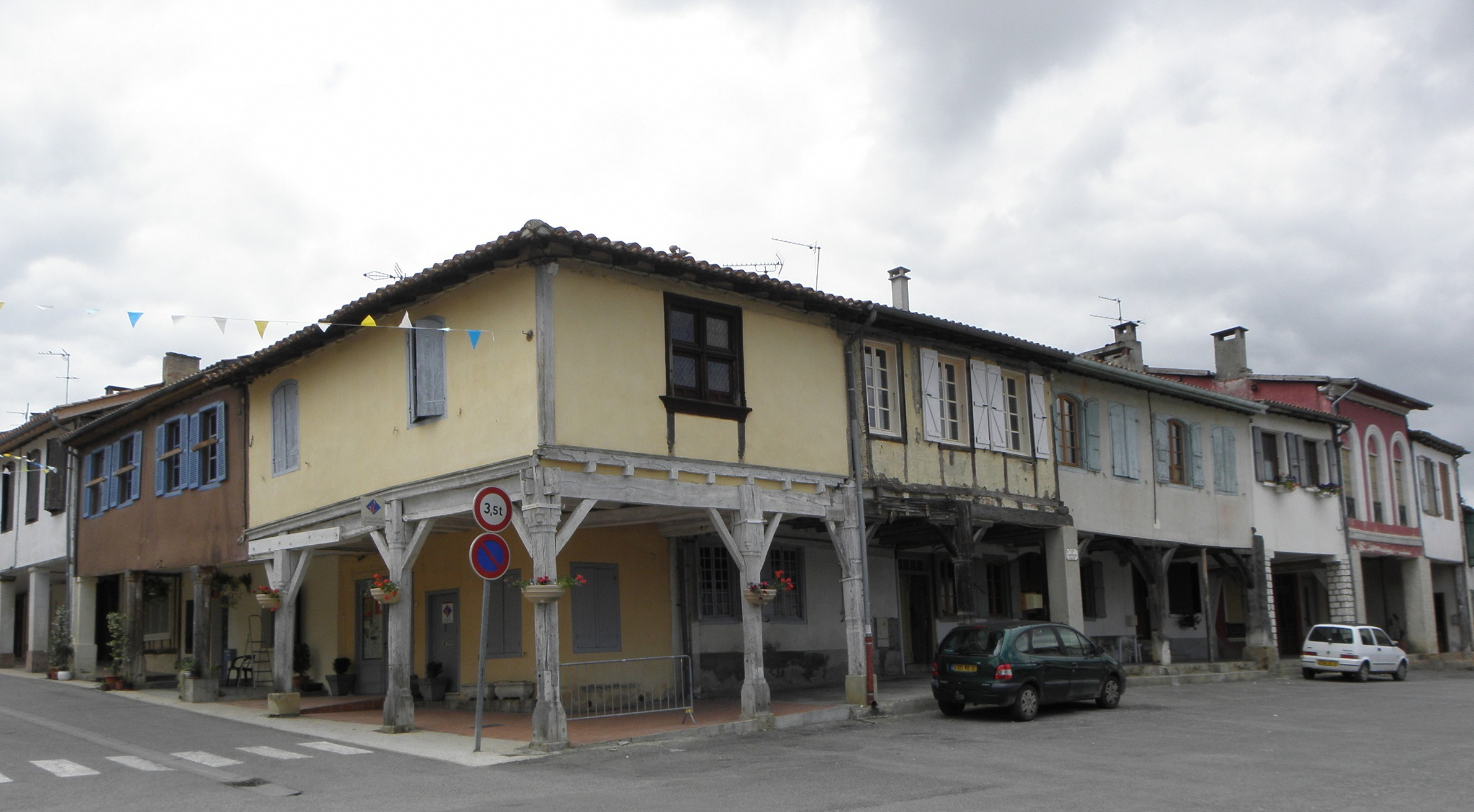
Des maisons à cornières dont une maison Renaissance aux piliers de bois au premier plan.
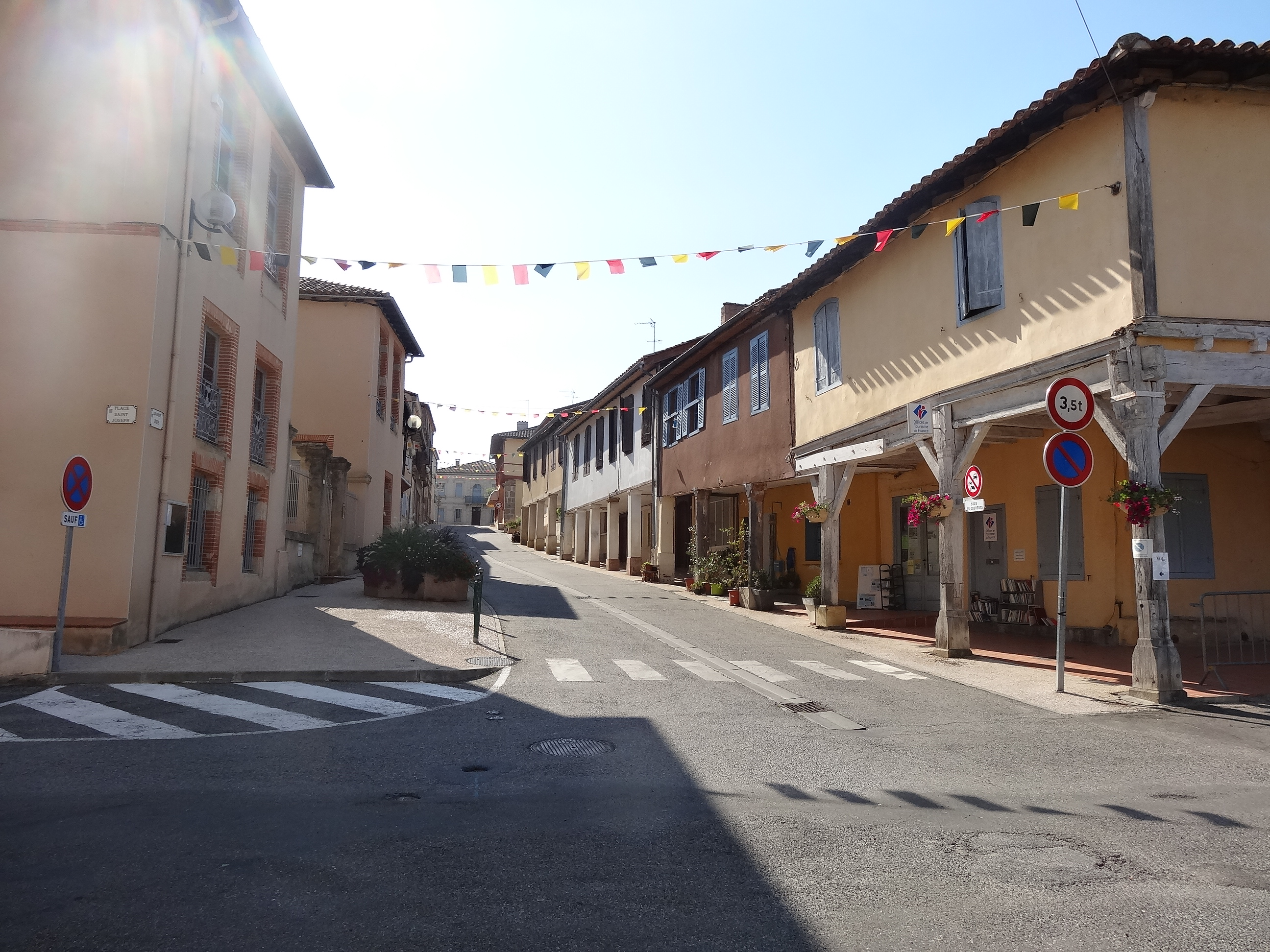
Vue rapprochée des maisons à cornières.
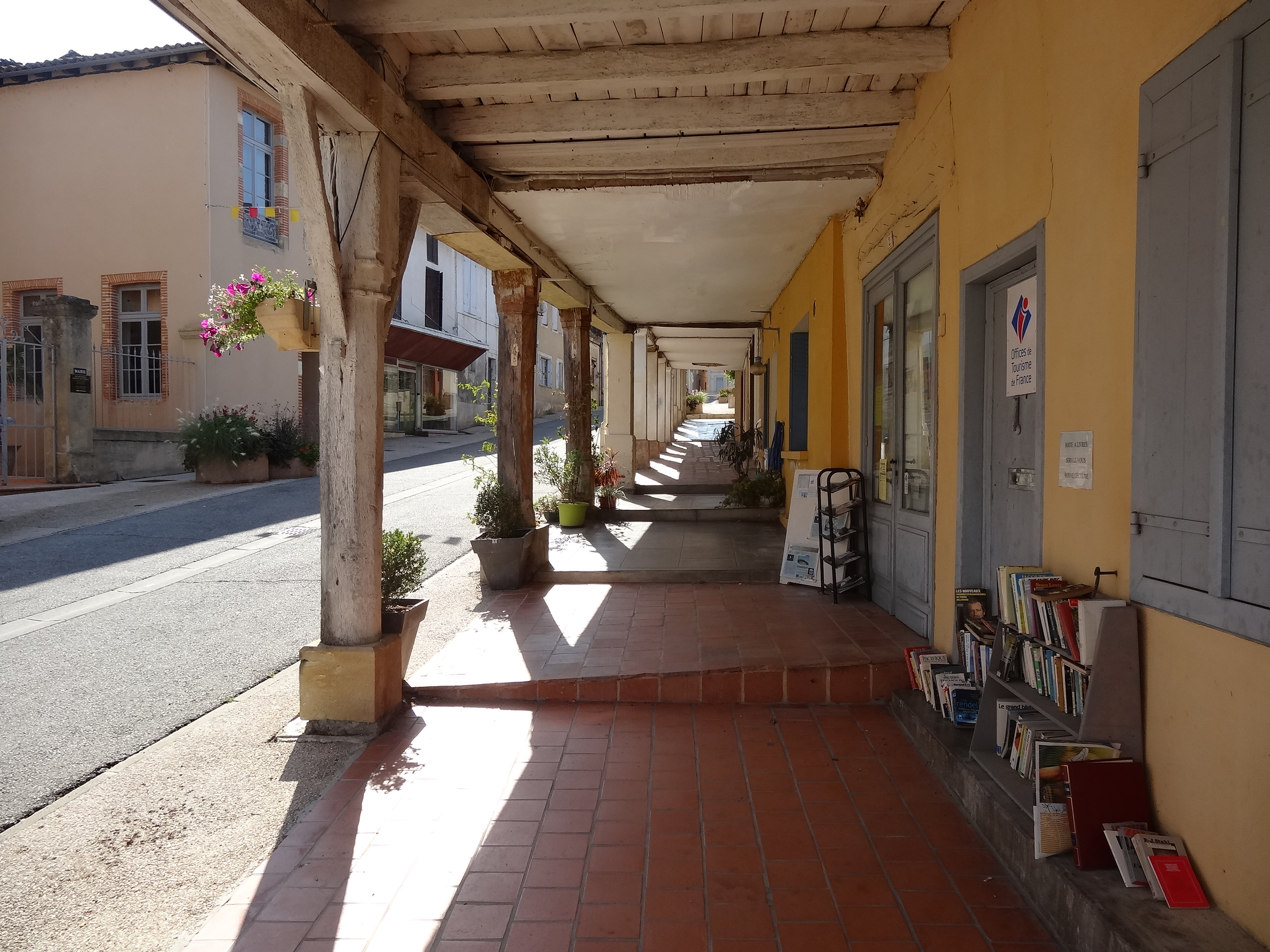
Sous les cornières.
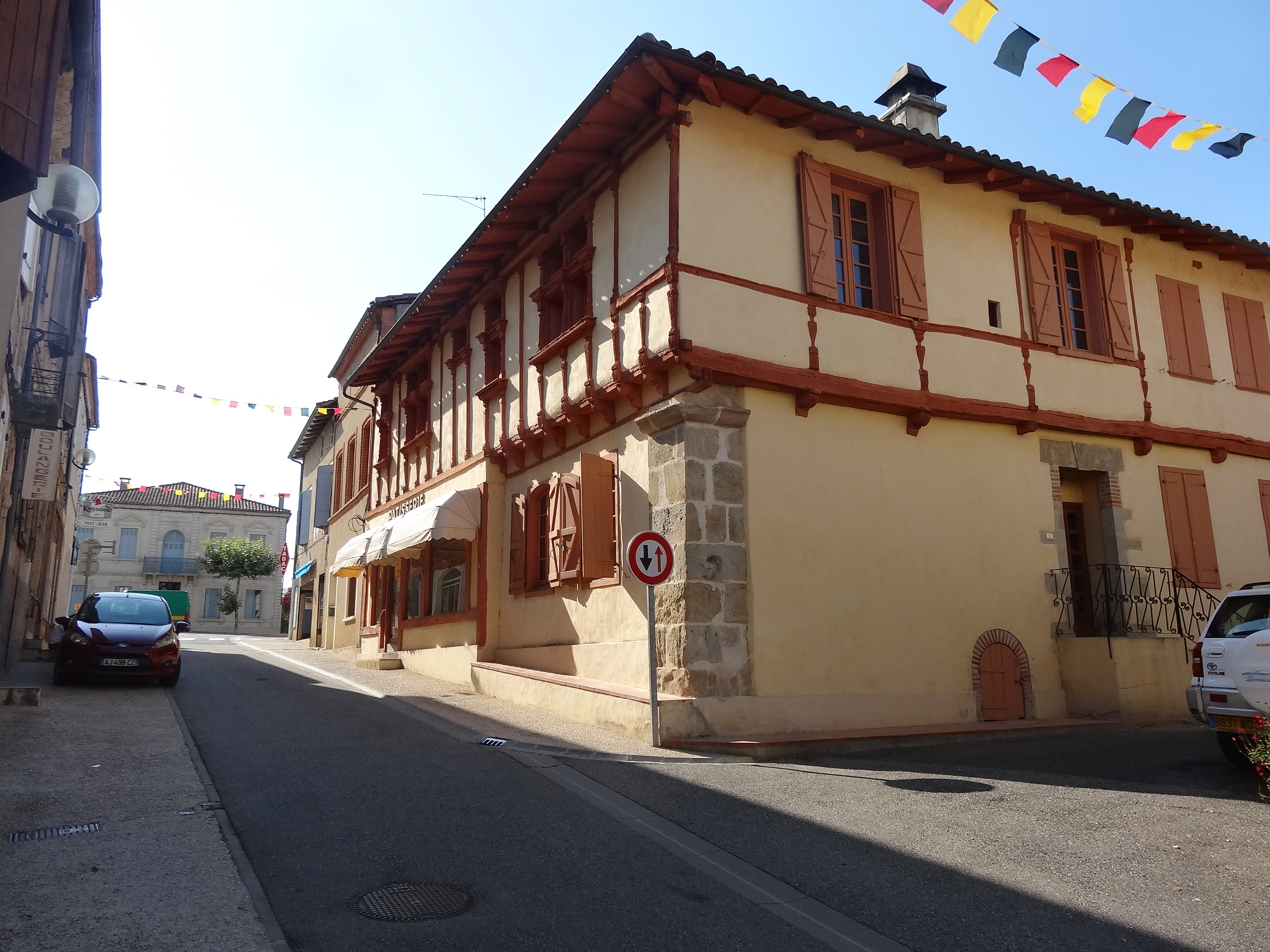
La maison Renaissance aux fenêtres aux montants sculptés dans son ensemble.
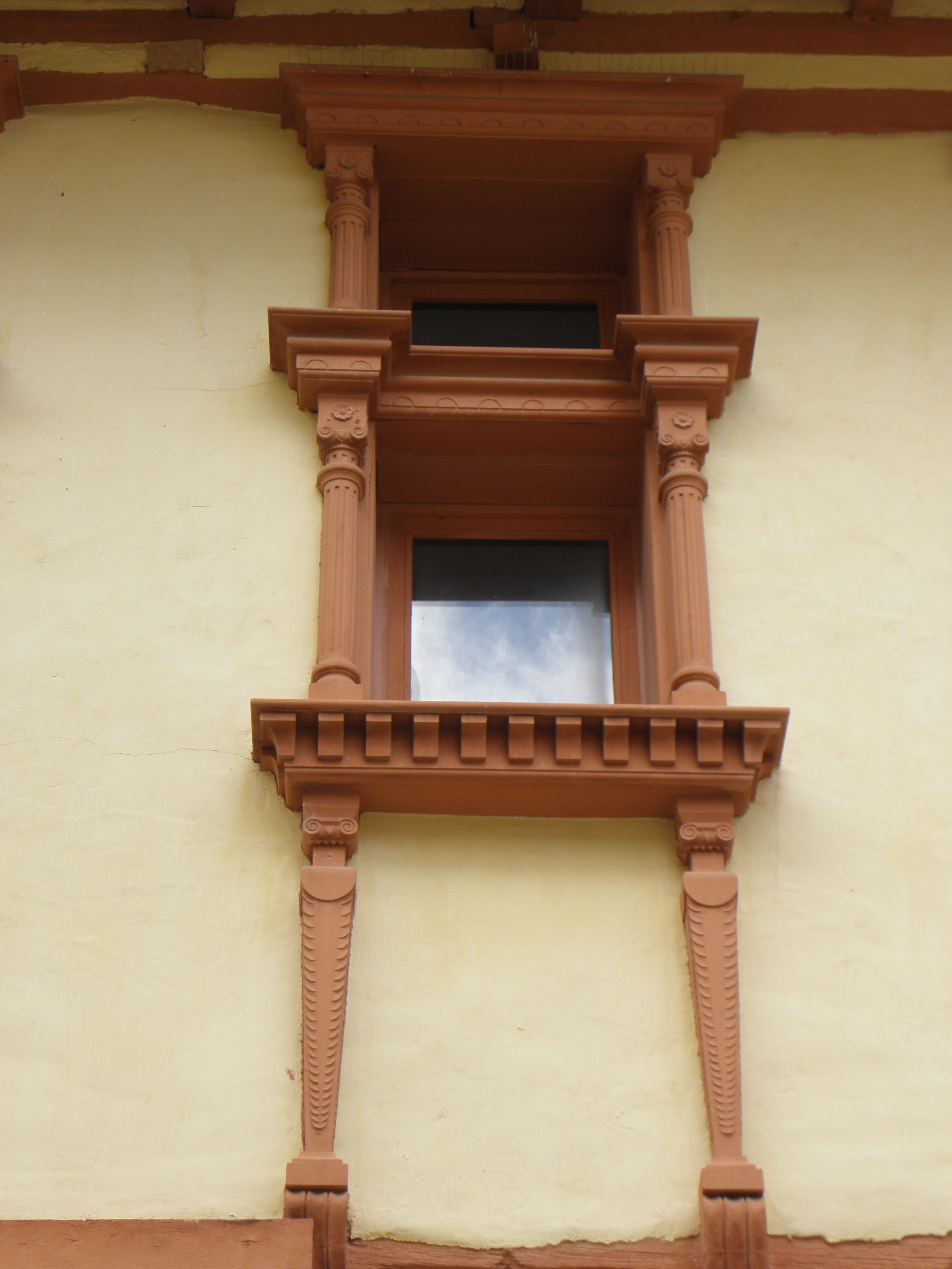
Détails des montants sculptés.

### Personnalités liées à la commune
- Mathieu Guiraudez de Saint-Mézard (1728-1816), homme politique né à Saramon, député du clergé aux États généraux de 1789.
- François-Michel Lantrac (1760-1848), médecin et révolutionnaire gersois ;
- Famille d'Esparbès de Lussan.

### Héraldique
| Blason | Blasonnement : D'azur à une crosse épiscopale d'or accostée de deux croisettes pattées du même, au chef écartelé d'or et de gueules. |